# Ildefonso Rubio
Ildefonso Rubio (Tomé, 22 marzo 1939) è un ex calciatore cileno, di ruolo portiere.

## Biografia
Anche suo figlio Hugo e i suoi nipoti Diego, Matías e Eduardo sono o sono stati calciatori.

## Carriera
Ha iniziato la carriera con il Rangers de Talca, giocando sempre in massima serie e ottenendo al massimo il terzo posto nel campionato del 1965. Dal 1968 la squadra gioca il Torneo Provincial, che viene vinto nel 1969, terminando la stagione al secondo posto nella Liguilla Final. Dopo dodici anni passati in Primera División, quindi, nel 1973 passa al Lota Schwager, altra squadra della massima serie nazionale, in cui gioca per tre stagioni ottenendo al massimo il terzo posto nel 1975.